# 吳思永
吳思永（英語：Szu-yung David Wu），台裔美籍教育家，自2020年起擔任紐約市立大學柏魯克分校的校長。他是首位亞裔的紐約市立大學（CUNY）學院校長。此前，他曾任喬治梅森大學的教務長兼執行副校長。

## 教育
吳思勇擁有東海大學工業工程學士學位，以及賓夕法尼亞州立大學工業工程碩士與博士學位。

## 生涯
吳思勇曾擔任理海大學羅辛工程與應用科學學院（Rossin College of Engineering and Applied Science）的院長，並擔任李·艾科卡講座教授。為了表彰他的貢獻，該校於2014年設立「吳思勇獎學金」。 此外，他還曾在賓夕法尼亞州立大學和香港科技大學擔任訪問教授。
吳思勇曾服務於多個國的機構董事會，包括國家科學基金會和愛爾蘭科學基金會。他同時也是達特茅斯學院塞耶工程學院（Thayer School of Engineering）的名譽董事會成員。